# Minna Sattler
Minna Sattler (geboren 6. November 1891 in Friedland, Ostpreußen; gestorben 30. Mai 1974 in Dortmund) war eine deutsche Sozialarbeiterin und Politikerin der SPD. 

## Leben
Minna Sattler kam mit vierzehn Jahren in das Ruhrgebiet, wo sie eine kaufmännische Lehre absolvierte. Sie trat 1908 der SPD bei und wurde 1912 hauptamtliche Kassiererin im SPD-Bezirk Westliches Westfalen. 
Nach Ende des Ersten Weltkriegs wurde Sattler Mitgründerin der Arbeiterwohlfahrt (AWO) in Dortmund. 1924 besuchte sie einen Halbjahres-Frauenkurs, der an der Heimvolkshochschule Tinz durchgeführt wurde. 1925 und 1931 war Sattler Delegierte des SPD-Bezirks beim Heidelberger Parteitag und beim Parteitag in Leipzig und jeweils auch Delegierte zu den Frauenkonferenzen. Von Juni 1928 bis April 1933 war Sattler Mitglied der Dortmunder Stadtverordnetenversammlung. 
Nach der Machtübergabe an die Nationalsozialisten musste sie im Mai 1933 untertauchen. Als sie 1934 nach Dortmund zurückkehrte, wurde sie kurzzeitig inhaftiert. Danach schlug sie sich als Einzelhändlerin eines Lebensmittelgeschäfts durch. Sie gehörte in Dortmund zum Widerstandskreis um Franz Klupsch. Anfang 1945 wurde sie erneut von der Gestapo festgenommen und entging mit Glück einer Mordaktion.
Ab August 1945 war sie wieder Hauptkassiererin im SPD-Bezirk und ab 1946 bis 1966 arbeitete sie als hauptamtliche Bezirksgeschäftsführerin der AWO in Dortmund und hatte dort auch den Vorsitz. Von 1946 bis 1960 war sie Mitglied des Hauptvorstandes der AWO.
Nach ihr sind das Minna-Sattler-Seniorenzentrum im Dortmunder Stadtteil Brüninghausen und die Minna-Sattler-Straße in Brackel benannt.